# Landesamtsdirektor

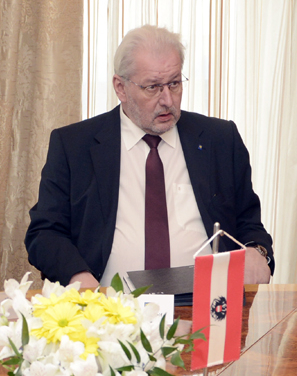
Landesamtsdirektor von Niederösterreich Werner Seif von 2000 bis 2017 (2015)

Der Landesamtsdirektor ist der höchste Beamte eines österreichischen Bundeslandes.
Er muss gemäß Art. 106 des Bundes-Verfassungsgesetzes (B-VG) rechtskundiger Bediensteter sein und wird von der jeweiligen Landesregierung zur Leitung des inneren Dienstes des Amtes der Landesregierung bestellt. Die Funktionsperiode kann durch die Landesverfassung auf die Funktionsperiode der Landesregierung beschränkt sein, so nach Art. 54 Abs. 1 des Oö. Landes-Verfassungsgesetzes.
Als höchster Beamter des Bundeslandes hat er für den einheitlichen und geregelten Geschäftsgang in sämtlichen Zweigen der Landesverwaltung zu sorgen und fungiert in Angelegenheiten der Mittelbaren Bundesverwaltung, die laut Bundesverfassung dem Landeshauptmann obliegt, als Hilfsorgan des Landeshauptmannes. Der Landesamtsdirektor nimmt deshalb an allen Sitzungen des Landtages und der Landesregierung teil, freilich ohne Stimme, er kann aber von der Landesregierung jederzeit zu Rate gezogen werden. Im Fall der Verhinderung des Landesamtsdirektors wird er durch den Landesamtsdirektor-Stellvertreter vertreten, der auf die gleiche Weise zu bestellen ist.
Im seit 10. November 1920 bestehenden Bundesland Wien ist der Magistratsdirektor zugleich Landesamtsdirektor.

## Rechtsquelle
- Bundesverfassungsgesetz vom 30. Juli 1925 betreffend Grundsätze für die Einrichtung und Geschäftsführung der Ämter der Landesregierungen außer Wien